# 大池遊園駅
大池遊園駅（おいけゆうえんえき）は、和歌山県紀の川市貴志川町長山にある和歌山電鐵貴志川線の駅。駅番号は11。
大池遊園の最寄り駅で、和歌山市と海南市および紀の川市が接する付近にある。

## 歴史
開業当初の当駅は現在の位置ではなく、今の位置から見ておよそ200 m和歌山駅寄りにあったという。
1999年（平成11年）の交通センター前駅開業に合わせて、駅名の読みをかつての「おおいけゆうえんえき」から「おいけゆうえんえき」に改められたが、これは地元住民が大池遊園を呼ぶときの読みにあわせたものであるという。

### 年表
- 1933年（昭和8年）8月18日：和歌山鉄道が伊太祁曽駅から貴志駅までを延伸させたのに伴い開業。
- 1957年（昭和32年）11月1日：和歌山電気軌道との合併により同社鉄道線の駅となる。
- 1961年（昭和36年）11月1日：南海電気鉄道との合併により同社貴志川線の駅となる。
- 1998年（平成10年）：駅舎を撤去。
- 1999年（平成11年）5月7日：駅名の読みをそれまでの「おおいけゆうえんえき」から「おいけゆうえんえき」に改める。
- 2006年（平成18年）4月1日：和歌山電鐵への継承により同社貴志川線の駅となる。

## 駅構造
島式ホーム1面2線の内、かつて駅舎が建っていた側の1線を撤去した1面1線のホームを持つ地上駅。ホームへはその端から出入りをするが、その場所に運賃表などを掲示した古ぼけた小屋が建っている。
古くからの木造駅舎は1998年に撤去され、現在は駅舎も無い無人駅である。無人化により、自動券売機や自動改札機などは設置されておらず、スルッとKANSAI対応のカードも使用できない。無人化後もしばらくは、大池遊園への花見客のため桜のシーズンのみは駅員を配置していたが、今はそれも実施していない。
ホーム南側、叢に隠れるような位置に「乗客待合室」と記された木造の建物が残っていたが現存しない。
便所は、駅構外に設置されている。

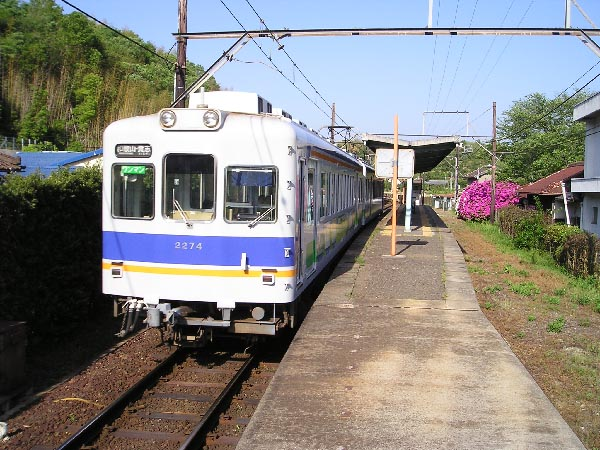
ホーム（2005年5月）
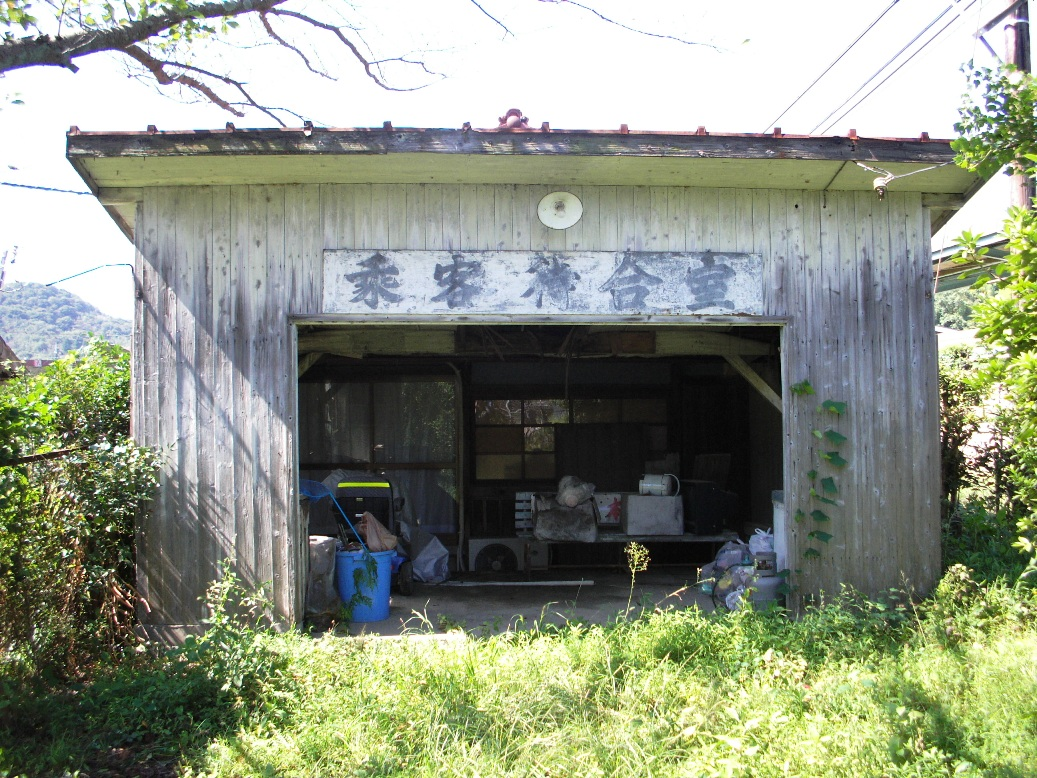
乗客待合室（2007年10月。後に解体）

## 利用状況
2020年（令和2年）度の調査結果では、1日平均乗降人員は113人である。
各年度の1日平均乗降人員は下記の通り。
| 年度   | 1日平均 乗降人員 |
| ------ | ---------------- |
| 1980年 | 337              |
| 1985年 | 253              |
| 1990年 | 282              |
| 1995年 | 330              |
| 2000年 | 261              |
| 2001年 | 248              |
| 2002年 | 249              |
| 2003年 | 271              |
| 2004年 | 250              |
| 2005年 | 251              |
| 2006年 | 219              |
| 2007年 | 220              |
| 2008年 | 217              |
| 2009年 | 217              |
| 2010年 | 218              |
| 2011年 | 221              |
| 2012年 | 219              |
| 2013年 | 235              |
| 2014年 | 231              |
| 2015年 | 226              |
| 2016年 | 215              |
| 2017年 | 212              |
| 2018年 | 205              |
| 2019年 | 195              |
| 2020年 | 113              |

## 駅周辺

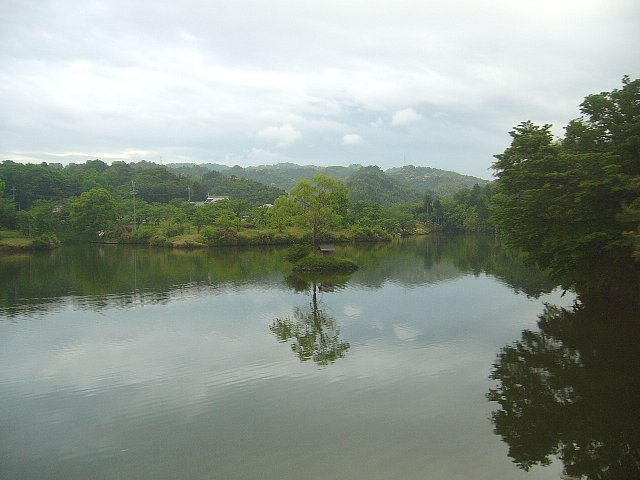
大池（2006年5月）

この駅の近くでは和歌山県紀の川市と同県の和歌山市および同県海南市が互いに接しており、その接点に大池という池がある。貴志川線は海南市には入らず和歌山市からそのまま紀の川市に入るのだが、当駅は貴志駅に向かう列車が紀の川市に入って最初の駅に当たる。
三つの自治体の境目付近とあって、この駅からさらに大池を越えて南側は鶏冠山（標高167.5 m）などがあり、若干けわしくなっている。一方で貴志川線の線路沿いには、当駅から次の西山口駅にかけて団地も広がっている。
- 大池

和歌山県紀の川市・和歌山市・海南市が互いに接する位置にある池。当駅の駅名はこの大池に展開される大池遊園から取ったもので、春になると大池のほとりに約1,000本の桜が咲くため、多くの客がこの大池を訪れ、屋形船なども運航される。この附近は2009年まで和歌山県立大池貴志川自然公園に指定されていた（詳細は都道府県立自然公園#和歌山県の項を参照）。
- 長山団地
- 長山郵便局
- 尺谷池

## 隣の駅
和歌山電鐵
■貴志川線
山東駅 (10) - 大池遊園駅 (11) - 西山口駅 (12)
- （）内は駅番号を示す。